# Visby-Klasse (2000)
Die Visby-Klasse ist eine Klasse von Korvetten der schwedischen Marine. Die Schiffe der Klasse sind nach schwedischen Städten benannt. Das Typschiff trägt den Namen der Stadt Visby. Die Schiffe wurden von Kockums in Malmö gebaut.
Das erste Schiff lief im Juni 2000 vom Stapel und wurde im Juni 2002 an das Schwedische Streitkräfteamt für Materialbeschaffung ausgeliefert, wo es mit Waffen und Waffensystemen ausgestattet wurde. Alle fünf Schiffe wurden mittlerweile von der schwedischen Marine zum Erprobungsbetrieb übernommen, aber erst zwei wurden in Dienst gestellt. Die ersten vier Schiffe werden vor allem zur Bekämpfung von Minen und zur U-Jagd ausgelegt.

## Schutz
Für internationales Aufsehen sorgte die Visby-Klasse aufgrund ihrer Tarneigenschaften: Der Entwurf minimiert optische und infrarote, überwasser- und hydroakustische, hydroelektrische, magnetische und Drucksignatur des Schiffs, Radarreflexion und geringer aktiv ausgesendete Streustrahlung (Tarnkappenschiff). Eine Visby-Korvette kann auf 13 km bei rauer See und 22 km bei ruhiger See geortet werden. Mit einer Störausrüstung verringert sich die Detektionsentfernung auf 8 km bei rauer See und 11 km bei ruhiger See.
Zur Minderung optischer Detektion sind die Schiffe mit einer Tarnbemalung ausgerüstet. Zur weiteren Reduktion der Radarsignatur kann das Rohr des 5,7-cm-Geschützes eingezogen werden.
Der Rumpf der Schiffe besteht aus einem PVC-Kern, der von einem Laminat aus Carbonfasern und PVC umschlossen wird. Das Material sorgt für ein geringes Gewicht bei hoher Zugfestigkeit und Biegesteifigkeit, guter Schockelastizität sowie einer geringen Radarsignatur und kleiner magnetischer Signatur.
Zum Schutz gegen Seeminen sind die Schiffe mit einem System zur aktiven Bekämpfung einzelner Minen ausgestattet.

## Waffensystem
Das CETRIS-C3-System besteht aus dem SaabTech-Vectronics 9LV Mk3E Gefechtsführungssystem, der MAST-Entscheidungsunterstützung und dem integrierten Kommunikationssystem. Zudem wurde für die Visby das SaabTech CEROS 200 Radar- und Optronik-Feuerleitsystem in Auftrag gegeben, das komplett in das Gefechtsführungssystem integriert wird.
Das von der dänischen Firma Maersk Data Defence zusammen mit Karlskrona entwickelte Kommunikationssystem verfügt über eine Hochkapazitätsschnittstelle für digitale Kommunikation, die Sprach- und Datenkommunikationswege verbindet. Das System stellt interne Kommunikation oder offene Konferenzschaltungen sowie Zugang zu externen Verbindungen mit verschiedenen Funkfrequenzen und landgestützten Netzwerken bereit.

## Bewaffnung
Zur Seezielbekämpfung sind die Korvetten mit acht Seezielflugkörpern des Typs Saab Dynamics RBS15 ausgerüstet. Diese sind unter Deck installiert und werden durch spezielle Luken abgeschossen, um die Stealth-Eigenschaften des Schiffs nicht zu verschlechtern. Die Abgasfahnen der Flugkörper werden in separaten Kanälen abgeleitet.
Aufgrund der Reduzierung der Verteidigungsausgaben wurden die Schiffe der Visby-Klasse nicht mit einem Raketensystem zur Luftverteidigung ausgestattet. Die ursprünglich geplante Ausrüstung mit RBS 23 BAMSE oder RIM-162 Evolved Sea Sparrow Missile zur Luftverteidigung wurde nicht umgesetzt. Erst im Zuge der Hauptinstandsetzung ab dem Jahr 2025 werden die Schiffe mit dem Luftverteidigungssystem Sea Ceptor mit CAMM-Lenkflugkörpern ausgerüstet.
Für den Kampf gegen U-Boote verfügt die Visby-Klasse über eine Garnitur ASW-Mörser Saab ALECTRO-601. Dieser verschießt Wasserbomben mit Kaliber 127 mm. Weiter sind vier 400-mm-Torpedorohre für Typ 45 Anti-U-Boot-Torpedos mit Zielsuchfunktion an Bord installiert. Saab Dynamics entwickelt den ALECTRO-Vielzweck-Werfer für die Visby-Klasse. Dieser Werfer ermöglicht es, Anti-U-Boot-Waffen sowie Streu- und Infrarot-Täuschkörper abzuschießen (unter anderem als Gegenmaßnahme bei Torpedoangriffen).
Die Visby-Klasse ist mit einem Bofors 5,7-cm-Allzweckgeschütz 70 SAK Mark III ausgerüstet. Dieses Geschütz verfügt über eine vollautomatische Ladeeinrichtung mit 120 Schuss Bereitschaftsmunition. Es feuert 220 Schuss pro Minute auf eine Entfernung von 17 km.
Die Schiffe der Visby-Klasse tragen Saab Underwater System ROVs (Remotely Operated Vehicles) für die Minensuche und Atlas Elektronik Seafox ROVs für die Minenräumung. Die Minensuch-ROVs sind eine Weiterentwicklung der Double Eagle Mk III. Die Minenräum-ROVs sind für einmalige Verwendung ausgelegt, sie zerstören eine Mine nicht durch sympathetisches Zünden der Minenladung, sondern durch Direktbeschuss mit einer Hohlladung.

## Sensoren
Das Ericsson 3D-C-Band-Vielzweck-Radar Sea Giraffe AMB sorgt für Luft- und Seeaufklärung sowie Zielverfolgung und -erkennung für die Waffensysteme. Es verfügt über 3D-Agile-Multi-Beam-Technologie und kann gegen vielfache Bedrohungen in bis zu 20 km Flughöhe bei einer Erhöhung bis 70° eingesetzt werden. Zu den Fähigkeiten des ECCM (Electronic Counter Countermeasures) gehören ultra-niederfrequente Antennen sowie Frequenz- und Code-Agilität. Die Antenne hat eine Rotationsgeschwindigkeit von 30 Drehungen/Minute für Aufklärung und 60 Drehungen/Minute für Luftverteidigung.
Die Visby-Klasse verfügt außerdem über ein I-Band-Radar zur Oberflächensuche und ein I/J-Band-Feuerleitradar.
Ferner sind die Korvetten mit dem Hydra Multi-Sonar von Computing Devices Canada (CDC) ausgerüstet, das die Daten eines passiven Schleppsonars (TAS), eines aktiven Dualfrequenz-Tiefenwechsel-Sonars (VDS), eines rumpfmontierten Sonars und der ROVs (s. oben) verbindet.
Das CS-3701 Tactical Radar Surveillance System (TRSS) von EDO Reconnaissance & Surveillance Systems stellt Elektronikunterstützungsmaßnahmen (ESM) und Radarwarnempfang (RWR) zur Verfügung. Zur weiteren Ausstattung der Visby-Klasse gehört das MASS-Täuschkörperwurfsystem von Rheinmetall: Es kann bis zu 32 Omni-Spektral-Projektile zeitverzögert gegen Seezielflugkörper und gelenkte Projektile starten. Das MASS-Täuschsystem deckt Radar-, Infrarot-, Elektro-Optik-, Laser- und Ultraviolett-Aufklärung ab.

## Schiffe der Klasse
- Visby (K31), Stapellauf 2000

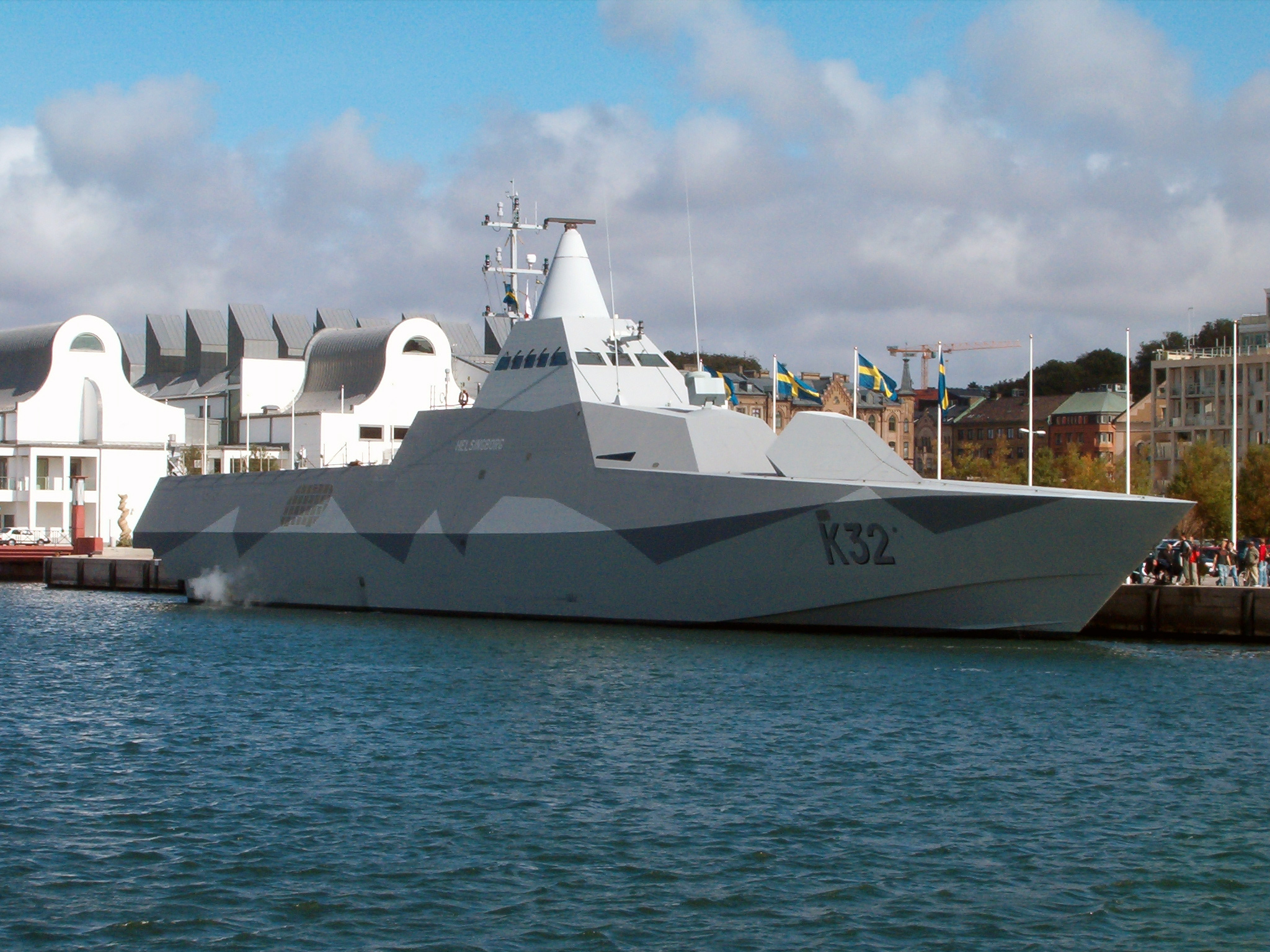
Helsingborg

- Helsingborg (K32), Stapellauf 2003, Indienststellung: 16. Dezember 2009
- Härnösand (K33), Stapellauf 2004, Indienststellung: 16. Dezember 2009
- Nyköping (K34), Stapellauf 2005
- Karlstad (K35), Stapellauf 2006
- Uddevalla (K36), nicht wahrgenommene Option

## Zukunft
Da das maritime Konzept der schwedischen Sicherheitspolitik bislang lediglich den Schutz der eigenen, küstennahen Gewässer vorsah, wurde das Design der Visby-Klasse auch auf jenen Bereich ausgelegt, der Patrouillentätigkeit innerhalb schwedischer Hoheitsgewässer umfasst. Dem innovativen Schiffstypus fehlt gänzlich eine Hochseekomponente. Die Herausforderungen, vor die der Hersteller zukünftig gestellt werden könnte, sind vielfältig: Zum einen könnte sich die schwedische Verteidigungspolitik dahingehend ändern, dass man sich stärker in internationaler Krisenbewältigung engagieren will. Zum anderen dürfte es auf dem Weltmarkt ein hohes Interesse an Stealthschiffen von mittlerer Größe und verträglichen Beschaffungskosten, aber gleichzeitig der Fähigkeit zur weltweiten Verlegbarkeit geben. Folglich hat der Hersteller Kockums mit seinem damaligen Mutterkonzern ThyssenKrupp Marine Systems ein Konzept entwickelt, das ebenjene Forderungen erfüllen soll.
Es rangiert zurzeit unter der offiziellen Bezeichnung Visby Plus und sieht ein Modell mit Karbonfaser-Rumpf in einer ähnlichen Größenordnung wie die deutsche Braunschweig-Klasse vor, also in der Größe von rund 1500 ts, 88 m Länge und 71 Mann Besatzung. Es soll über eine Antriebsanlage von vier Schiffsdieselmotoren zu je 7400 kW verfügen, welche ebenso viele Wasserstrahlantriebe antreiben. Eine Landeplattform für Hubschrauber soll ebenfalls vorgesehen sein. Zu seinem Aufgabenspektrum gehören U-Boot-Jagd, Überwasserkriegführung, Luftabwehr und Patrouillendienst. Zur Umsetzung dieses Konzepts wird eine enge Zusammenarbeit zwischen beiden Konzernen angestrebt, wobei Kockums für die Fertigung des Schiffes selbst und TKMS für die Ausstattung mit Waffen und Schiffstechnik verantwortlich zeichnet.